# Ingenio de Buenos Aires
Ingenio de Buenos Aires es un caserío peruano ubicado en el distrito de Buenos Aires, perteneciente a la provincia de Morropón del departamento de Piura, al norte del Perú. 

## Ubicación
Ingenio de Buenos Aires se ubica al norte de la provincia de Morropón, en el distrito de Buenos Aires, en el departamento de Piura.

## Demografía
En 2017 Ingenio de Buenos Aires tenía una población de 866 habitantes.
| Gráfica de evolución demográfica de Ingenio de Buenos Aires entre 1993 y 2017 |
|                                                                               |
| Fuentes: Población 1993 y 2017                                                |